# Euploea euphon
Euploea euphon är en fjärilsart som beskrevs av Fabricius 1798. Euploea euphon ingår i släktet Euploea och familjen praktfjärilar. IUCN kategoriserar arten globalt som sårbar. Inga underarter finns listade i Catalogue of Life.